# Disconectes latirostris
Disconectes latirostris is een pissebed uit de familie Munnopsidae. De wetenschappelijke naam van de soort is voor het eerst geldig gepubliceerd in 1882 door Georg Ossian Sars.